# Николишин Роман Олегович
Роман Олегович Николишин (нар. 5 вересня 1997, Стрий, Львівська область, Україна) — український футболіст, захисник футбольного клубу «Скала 1911».

## Життєпис
Вихованець львівського обласного футболу. Може зіграти як у центрі, так і на флангах оборони. У чемпіонаті України (ДЮФЛ) виступав за команду Львівської області «Миколаїв» — 33 матчі, 6 голів. За цю команду паралельно виступав і в молодіжній першості тієї ж області.

### Клубна кар'єра
Впродовж 2017—2020 років на професіональному рівні виступав за «Скалу» (Стрий), «Калуш» та «Балкани» у Першій та Другій лігах українського футболу — 49 матчів; в кубку України — 2 офіційних поєдинка. Також немало пограв і в аматорських командах, зокрема в такому клубі як «Севлюш», з яким у 2019 році став чемпіоном та володарем кубка Закарпатської області. А останнім аматорським клубом були львівські «Карпати», які донедавна грали в чемпіонаті України серед аматорів та отримали професійний статус. У липні 2021 року підписав контракт з чернівецьким футбольним клубом «Буковина», за який виступав у першій половині сезону 2021/22 та провів 15 офіційних матчів в усіх турнірах. У сезоні 2022/23 грав за команду «Скала 1911», яка виступала у чемпіонаті України серед аматорів та із нового сезону отримала професійний статус.